# Sichermann Bernát
Sichermann Bernát (Érmihályfalva, 1860. március 1. – Budapest, 1934. március 2.) ügyvéd, jogi szakíró, jogtanácsos.

## Élete
Sichermann Adolf és Duschnitz Ernesztina fia. Középiskolai tanulmányait Eperjesen folytatta, majd a budapesti egyetemen szerzett jogi doktorátust és ügyvédi oklevelet. A szóbeliség és írásbeliség főbb elvei, tekintettel az európai törvényhozásra című értekezésével egyetemista korában pályadíjat nyert. Először Kassán ügyvédként és a város főügyészeként dolgozott, majd Budapesten ügyvédként működött. Néhány munkájával, melyekben a váltó- és hiteljogról írt, felkeltette Kornfeld Zsigmond bankelnök figyelmét, akinek közbenjárására 1911-ben kinevezték a Magyar Általános Hitelbank jogtanácsosának. Később a Takarékpénztárak és Bankok Egyesületének (TÉBE) jogtanácsosa és kollégiumának elnöke is volt. Tagja volt az ügyvédvizsgáló-bizottságnak és részt vett az ügyvédi kamara megszervezésében és kiépítésében. Az Országos Ügyvédszövetség elnöki tisztségét is betöltötte. Részt vett több kereskedelmi jogi javaslat előkészítésében. Mint kormányküldött tárgyalt a váltó- és csekkjog egyesítéséről a Hágában 1910-ben és 1912-ben tartott nemzetközi konferenciákon. Több cikke megjelent a Jogtudományi Közlönyben és a Jog című szaklapokban.

## Magánélete
Első házastársa Glasner Rozália (1868–1918) volt. Második felesége hliniki Neuberger Irma (1878–?) volt, akit 1920. február 17-én Budapesten vett nőül.
Gyermeke
- dr. Sichermann Frigyes (1889–1944)[4] ügyvéd, a holokauszt áldozata. Felesége Szántó Edit Veronika (1905–?) volt.[5]

## Főbb művei
- A szóbeliség és az írásbeliség a perrendtartásban (Kassa, 1884)
- A cheque (Kassa, 1895)
- Az osztrák cheque-törvényjavaslatról (Budapest, 1897)
- A cheque előadói tervezetéről (1903)
- A biztosítéki jelzálogról (Budapest, 1914)